# Isturgia aequestriga
Isturgia aequestriga là một loài bướm đêm trong họ Geometridae.